# 烏森町
- 日本 > 愛知県 > 名古屋市 > 中村区 > 烏森町
- 日本 > 愛知県 > 名古屋市 > 中川区 > 烏森町

烏森町（かすもりちょう）は、愛知県名古屋市中村区と中川区の町名。現行町名としては、中村区に烏森町1丁目から烏森町8丁目がある。中村区及び中川区には丁番をもたない烏森町も存在し、8つの小字が設置されている。いずれも住居表示未実施地区。

## 地理
中村区南部、中川区北部に位置する。
名古屋市の行政地名としては烏森駅の西一帯を指すが、駅周辺の高須賀町や松葉町の一部、愛知県道190号名古屋一宮線、名古屋高速5号万場線の烏森出入口周辺を含む場合もある。町の中心を縦断する佐屋街道沿いに古い街並みが続き、中川区側には東海旅客鉄道（JR東海）の関連施設が集中している。佐屋街道と交差するように惣兵衛川（中井筋）が流れていたが、現在は暗梁化され中村区側は中井筋緑道として整備されている。
佐屋街道の経由地で、柳街道が当地から北へ分岐し、禰宜町（名駅南一丁目）へ向かう。

### 字一覧
烏森町とその前身である烏森村の小字は以下の通り。以下の表において、
- 消滅した字については背景色    で示す。
- 現存する字のうち中川区に所在するものには■を、中村区に所在するものには★を付した。
- 括弧内には読みを示す。

| 字                         | 字                       |
| -------------------------- | ------------------------ |
| 案内（あんない）           | 大坪（おおつぼ）         |
| 九反田（くたんだ）         | 五反畑（ごたんばた）     |
| 才ノ神（さいのかみ）★      | 四反畑（したんばた）★■   |
| 下ノ坪（しものつぼ）★      | 社宮神（しゃぐうじん）★■ |
| 十一面（じゅういちめん）★■ | 須崎（すざき）           |
| 天地（てんち）             | 長田（ながた）           |
| 西沖田（にしおきた）       | 蓮池（はすいけ）★■       |
| 八幡廻（はちまんまわり）■  | 八反田（はったんだ）     |
| 東沖田（ひがしおきた）     | 村内（むらうち）         |
| 村内上（むらうちかみ）     | 村内下（むらうちしも）★  |

## 歴史
当地周辺には古代遺跡が散在し、烏森C遺跡（烏森町6丁目）では古墳時代から平安時代の須恵器が出土している。烏森天神社は、式内社「針名神社」の論社となっている。
天正年間には小川善六という人物の知行地となっていた。後に杉原家次の子である杉原長房の居城として烏森城が築城され、副田吉成は出家した後に当地所在の禅養寺に隠棲している。

### 町名の由来
江戸期の愛知郡烏森村を前身とする。城跡に森があり、多くの烏が棲んでいたため「烏（からす）の森」と呼ばれ、略して「烏森（かすもり）」となったと言われている。
地名は戦国期から見え、『信雄分限帳』に「かすもり　たかすか両郷　小川善六」とある。

### 行政区画の変遷
- 1889年（明治22年）10月1日 - 町村制施行・合併に伴い、愛知郡柳森村大字烏森となる[1]。
- 1906年（明治39年）5月10日 - 合併に伴い、常磐村大字烏森となる[1]。
- 1921年（大正10年）8月22日 - 名古屋市中区へ編入し、同区烏森町となる[1]。
- 1937年（昭和12年）10月1日 - 行政区再編に伴い、中川区所属となる[1]。
- 1944年（昭和19年）2月11日 - 一部が中村区に編入され、中村区烏森町が成立[1][11]。
- 1959年（昭和34年）5月1日 - 中村区高須賀町の一部を中村区烏森町へ編入[11]。一部を豊国通・畑江通へ編入[12][13]。
- 1961年（昭和36年）10月20日 - 中村区高須賀町の一部を中村区烏森町へ編入[11]。
- 1966年（昭和41年）1月26日 - 中村区烏森町の一部が同区沖田町・鈍池町となる[11][12]。
- 1974年（昭和49年）8月11日 - 中村区烏森町の一部が同区並木一～二丁目となる[11]。
- 1977年（昭和50年）5月15日 - 中村区八田町の一部を中村区烏森町へ編入[11]。
- 1980年（昭和55年）
  - 9月7日 - 中川区/中村区烏森町の一部を中川区八田町・柳森町へ編入[1]。
  - 9月21日 - 中村区烏森町の一部を中川区八田町・柳森町へ、中川区烏森町の一部を同区柳森町へ編入[1]。
- 1982年（昭和57年）8月29日 - 中川区烏森町の一部が同区小本一丁目となる[1]。
- 1991年（平成3年）11月3日 - 中村区烏森町字才ノ神・四反畑・蓮池・社宮神・村内・十一面の各一部が烏森町8丁目となる[14]。

## 世帯数と人口
2019年（平成31年）1月1日現在の世帯数と人口は以下の通りである。
| 区     | 町丁   | 世帯数    | 人口    |
| ------ | ------ | --------- | ------- |
| 中村区 | 烏森町 | 2,682世帯 | 5,080人 |
| 中川区 | 烏森町 | 146世帯   | 247人   |
| 計     | 計     | 2,828世帯 | 5,327人 |

## 学区
市立小・中学校に通う場合、学校等は以下の通りとなる。また、公立高等学校に通う場合の学区は以下の通りとなる。
| 区     | 番・番地等 | 小学校               | 中学校               | 高等学校 |
| ------ | ---------- | -------------------- | -------------------- | -------- |
| 中村区 | 全域       | 名古屋市立柳小学校   | 名古屋市立御田中学校 | 尾張学区 |
| 中川区 | 全域       | 名古屋市立常磐小学校 | 名古屋市立長良中学校 | 尾張学区 |

## 主な施設

### 教育
- 愛知県立松蔭高等学校
- 名古屋市立柳小学校
- 名古屋市烏森保育園

### 寺院・神社
- 禅養寺
- 願成寺
- 妙通寺
- 願隆寺
- 相応寺
- 烏森天神社

### その他
- 名古屋烏森郵便局
- あいち銀行松葉町支店・豊成支店
- 名古屋銀行岩塚支店
- JR東海名古屋工場
- 日本貨物鉄道（JR貨物）名古屋車両所
- 太洋基礎工業本社

## 交通

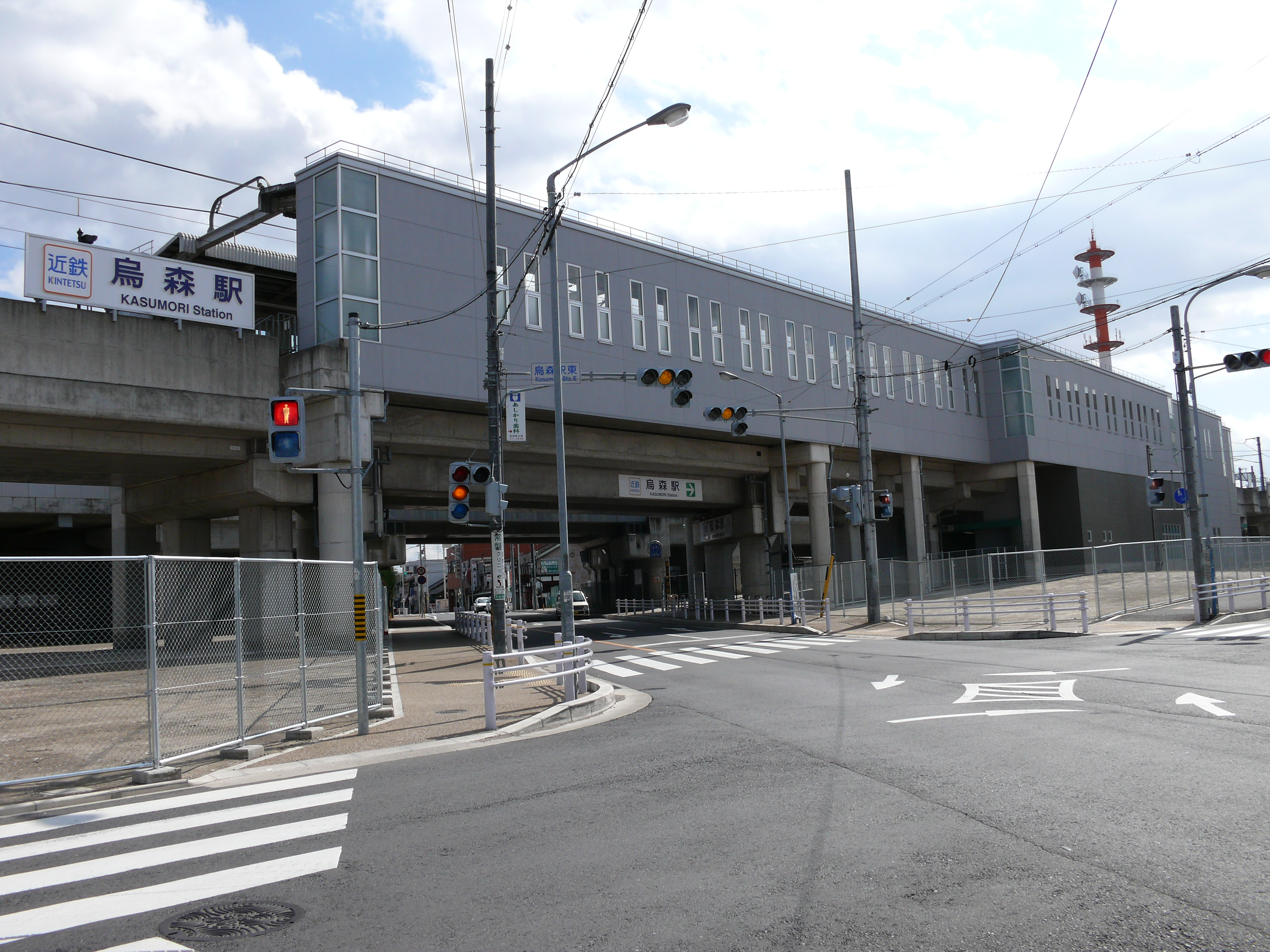
烏森駅

長らく町の東西を横断するJR関西本線、近鉄名古屋線によって町が分断され、朝夕のラッシュ時は踏切による慢性的な渋滞が問題化していたが、2002年にJR線の、2005年には近鉄線の高架化が完了し解消された。高架化が完成する以前は1時間当たりの遮断時間が47分を数える踏切も存在した。

### 鉄道・バス
- 烏森駅（近鉄名古屋線）
- 岩塚駅（名古屋市営地下鉄東山線）
- 小本駅（名古屋臨海高速鉄道あおなみ線（西名古屋港線））
- 名古屋市営バス （名駅22系統、名駅23系統、中川巡回系統）

### 道路
- 名古屋高速5号万場線烏森出入口
- 愛知県道115号津島七宝名古屋線（畑江通）
- 愛知県道190号名古屋一宮線
- 佐屋街道

## その他

### 日本郵便
- 集配担当する郵便局は以下の通りである[19]。

| 区     | 町丁   | 郵便番号 | 郵便局     |
| ------ | ------ | -------- | ---------- |
| 中村区 | 烏森町 | 453-0855 | 中村郵便局 |
| 中川区 | 烏森町 | 454-0819 | 中川郵便局 |